# Zilveren zandbij
De zilveren zandbij (Andrena argentata) is een vliesvleugelig insect uit de familie Andrenidae. De wetenschappelijke naam van de soort is voor het eerst geldig gepubliceerd in 1844 door Smith.